# Ludvík Vorel

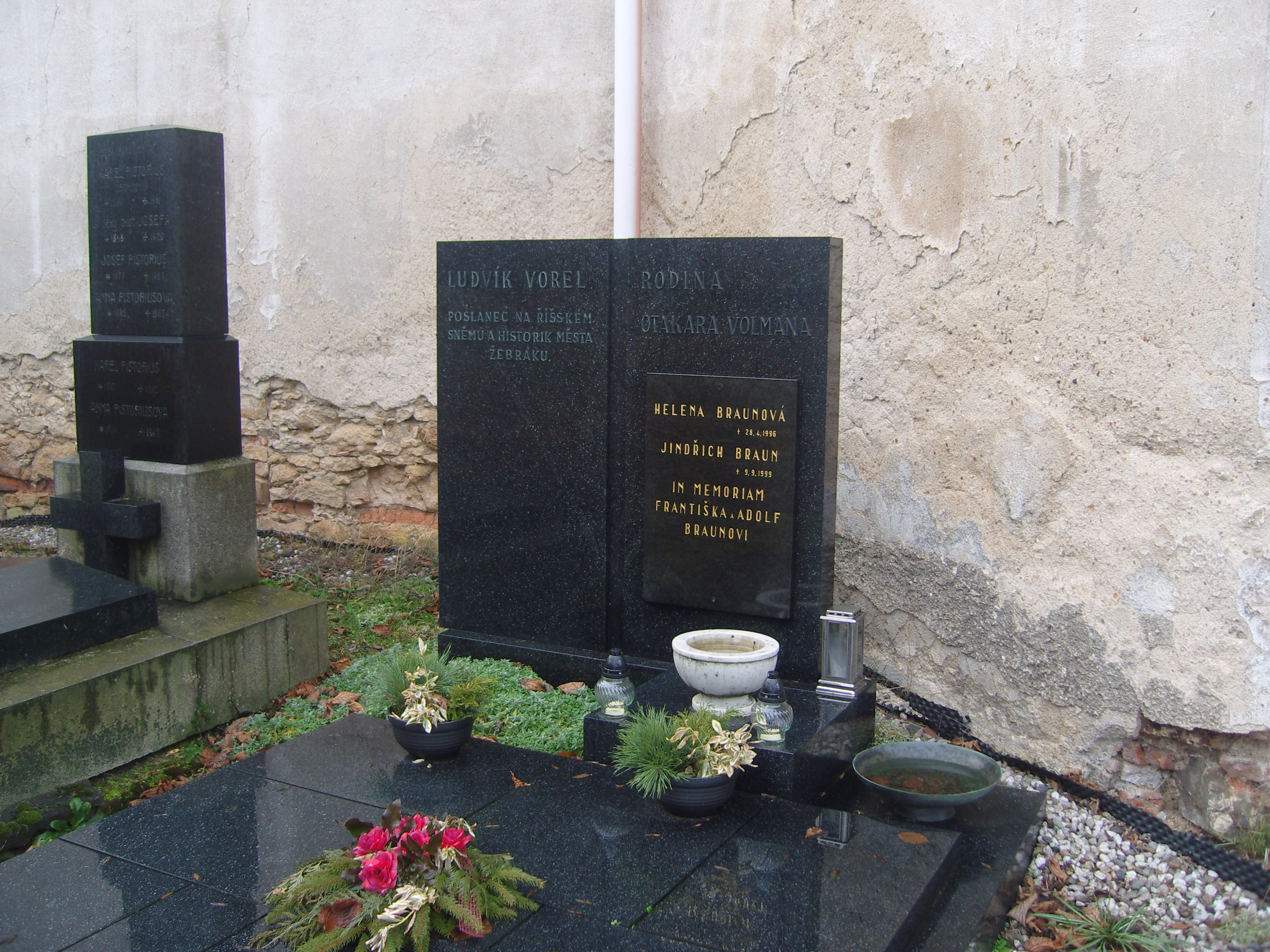
hrob Ludvíka Vorla na hřbitově v Žebráku

Ludvík Vorel (28. července 1829 Žebrák – 28. května 1900 Královské Vinohrady) byl rakouský a český regionální historik a politik, v 70. a 80. letech 19. století poslanec Českého zemského sněmu a Říšské rady, starosta Žebráku.

## Biografie
V období let 1874–1877 byl starostou rodného Žebráku. Dosáhl funkce císařského královského rady. Angažoval se v místním spolkovém a veřejném životě. Byl ředitelem a režisérem ochotnického spolku, spoluzakladatelem místního sdružení pěveckého spolku Hlahol. Po 26 let pracoval na dějepisném díle o historii rodného města, Pamětní kniha města Žebráka. Vydal také Dějiny hradů Točníka a Žebráka.
V 70. letech 19. století se zapojil do zemské politiky. V doplňovacích volbách roku 1874 byl zvolen na Český zemský sněm v kurii venkovských obcí (obvod Hořovice – Zbiroh). V rámci tehdejší politiky české pasivní rezistence ale křeslo nepřevzal, byl pro absenci zbaven mandátu a následně manifestačně zvolen v doplňovacích volbách roku 1875 a doplňovacích volbách roku 1876. Uspěl za svůj obvod i v řádných volbách roku 1878. Mandát obhájil i ve volbách roku 1883.
Zasedal také v Říšské radě (celostátní zákonodárný sbor). Zvolen do ní byl doplňovacích volbách roku 1880 poté, co rezignoval poslanec Dr. Karel Adámek. Slib složil 30. listopadu 1880, rezignaci na mandát oznámil na schůzi 4. prosince 1883. Nahradil ho pak Václav Šulc.
Patřil k staročeské straně (Národní strana).